# Jack Findlay
Jack Findlay (Shepparton, 5 de febrero de 1935 - Mandelieu-la-Napoule, 19 de mayo de 2007) fue un piloto de motociclismo australiano, que compitió en el Campeonato del Mundo de Motociclismo, desde la temporada 1958 hasta la temporada 1978. Se considera un ícono de la categoría de pilotos privados, ahora casi desaparecida que, desde los años cincuenta hasta los setenta, dieron vida al Mundial, es decir, al gran grupo de pilotos que siguieron los movimientos del Campeonato Mundial a bordo de su camioneta. taller, generalmente acompañado por amigos o su esposa, en el papel de mecánicos y cronometradores.

## Biografía
Nacido en Shepparton, en el estado australiano de Victoria, cerca de 200 km de Melbourne, debutó a los 15 años bajo el nombre de su padre (ya que era menor). Después de haber dejado el trabajo en una oficina del Banco de Australia en 1957, año en el que dejó Australia con su esposa para lanzarse a tiempo completo en las carreras. Al llegar a Inglaterra encontró trabajo en Dunlop y con el primer dinero logró comprar una Norton Manx (en ese momento la motocicleta favorita de los conductores privados del Campeonato Mundial) y con esta moto hizo su debut en el máxima competencia mundial, en el GP de Alemania Occidental de 1958, terminando en el 12.º lugar en la carrera de la Clase 500.
En la temporada 1959, Findlay hizo su debut en el Tourist Trophy, pero para obtener los primeros puntos del campeonato tuvo que esperar a la temporada 1961, el año en el que logró conquistar dos posiciones de puntos (quinto en el Sachsenring y sexto en Monza) que le permitió llegar al puesto 20 en la clasificación general de 500cc. Pronto el australiano demostró ser un buen piloto, distinguiéndose entre la masa de privados que abarrotaban la parrilla de salida de MotoGP en esos años. Como casi todos los pilotos oficiales y no oficiales de la época, Findlay compitió en diferentes clases, con las motocicletas más dispares: en la temporada 1963 estuvo montando en una FB Mondial en 250 y termina 18.º con 2 puntos y con un Matchless (originalmente preparada para el piloto escocés Bob McIntyre, que murió en 1962 en competición) en 500, clase en la que quedó en octavo lugar en la clasificación final. Su carrera despegó definitivamente en la temporada 1965, el año en que conquistó otro octavo lugar en la general en 500, siempre con Matchless-McIntyre.
El año siguiente incluso dio un paso más al clasificarse tercero en 500 (detrás de Agostini y Hailwood) y séptimo en 250 (el mejor entre los conductores privados) con Bultaco. Su consagración definitiva, como la más rápida entre los particulares, fue en la temporada 1968, el año en que solo la intratable Agostini-MV Agusta logró colocarse por delante del australiano, que se tuvo que conformar con el subcampeonato.
Retirado Matchless-McIntyre, en la temporada 1969 Findlay pilota la oficial LinTo 500 GP y luego la especial JADA con motor derivado de Suzuki T500, construida a mano por el propio Findlay y por el famoso constructor de cuadros Daniele Fontana. Con JADA, Findlay logró conquistar su primera victoria, en el GP del Úlster, el 14 de agosto de 1971, aprovechando la ausencia de Agostini, ya matemáticamente campeón del mundo. La victoria de Findlay también fue la primera para una motocicleta de dos tiempos en la clase 500 del campeonato mundial que, en ese año, vio al australiano terminar en quinto lugar en la clasificación general.
En la temporada 1973, Findlay finalmente se convirtió en conductor oficial del equipo SAIAD (el importador italiano Suzuki). Montando la oficial Suzuki, logró ganar el Senior TT, la primera victoria en la categoría más alta para la casa japonesa (8 de junio de 1973): también en este caso el eterno rival Agostini estaba ausente, habiendo boicoteado TT después de la trágica muerte del año anterior de su amigo Gilberto Parlotti. Findlay también permaneció en SAIAD en la temporada 1974 y, termina quinto en la clasificación final como el año anterior.
En la temporada 1975 Findlay ganó su único campeonatoː el campeonato FIM Formula 750 (que en 1977 habría sido elevado al Campeonato del Mundo) por delante de un piloto del calibre de Barry Sheene. La carrera del australiano en el Campeonato Mundial continuó hasta la temporada 1978, logrando obtener su última victoria en el GP de Austria de 1977, boicoteado por casi todos los conductores oficiales después del accidente y muerte del suizo Hans Stadelmann en la carrera de 350cc.
Se retiró en la temporada 1978, después de 20 años y más de 150 carreras de Grand Prix. Su larga carrera en el mundial, hizo que viera competir contra muchos campeones desde Geoff Duke hasta Kenny Roberts. Por su experiencia en el mundo de las carreras, Findlay ocupó el cargo de director de las comisiones técnicas entre 1992 y 2001 de la FIM y IRTA. Dejando el mundo de las carreras por motivos de salud y mudándose a Vaucresson, a las puertas de París, con su segunda esposa. El "Jack Fast" falleció el 19 de mayo de 2007 en su segunda residencia en Mandelieu a los 72 años de edad, en la vigilia del GP de Francia donde se hace el clásico minuto de silencio.
Entre las temporadas de 1968 y 1969, el director de cine francés Jérôme Laperrousaz rodó el filme Continental Circus, un documental donde contaba la vida de un piloto privado (en este caso, Findlay como el principal protagonista) a través de una temporada de grandes premios. En la banda sonora de la película, (del grupo musical Gong y de Daevid Allen) uno de los cortes se llama Blues for Findlay.

## Resultados en el Campeonato del Mundo
Sistema de puntuación desde 1950 hasta 1968:
| Posición | 1.º | 2.º | 3.º | 4.º | 5.º | 6.º |
| Puntos   | 8   | 6   | 4   | 3   | 2   | 1   |

Sistema de puntuación desde 1969 hasta 1987:
| Posición | 1.º | 2.º | 3.º | 4.º | 5.º | 6.º | 7.º | 8.º | 9.º | 10.º |
| Puntos   | 15  | 12  | 10  | 8   | 6   | 5   | 4   | 3   | 2   | 1    |

### Carreras por año
(Carreras en negrita indica pole position, carreras en cursiva indica vuelta rápida)
| Año  | Cat.  | Equipo         | 1       | 2       | 3       | 4       | 5       | 6       | 7       | 8       | 9       | 10      | 11      | 12      | 13      | Pts. | Pos. |
| ---- | ----- | -------------- | ------- | ------- | ------- | ------- | ------- | ------- | ------- | ------- | ------- | ------- | ------- | ------- | ------- | ---- | ---- |
| 1958 | 500cc | Norton         | IOM -   | NED -   | BEL -   | GER 12  | SWE -   | ULS -   | NAT -   |         |         |         |         |         |         | 0    | -    |
| 1959 | 350cc | Norton         | FRA -   | IOM Ret | GER -   |         |         | SWE -   | ULS -   | NAT -   |         |         |         |         |         | 0    | -    |
| 1959 | 500cc | Norton         | FRA -   | IOM Ret | GER -   | NED -   | BEL -   |         | ULS Ret | NAT -   |         |         |         |         |         | 0    | -    |
| 1960 | 350cc | Norton         | FRA Ret | IOM -   | NED 16  |         |         | ULS 11  | NAT -   |         |         |         |         |         |         | 0    | -    |
| 1960 | 500cc | Norton         | FRA Ret | IOM -   | NED 11  | BEL Ret | GER 12  | ULS 13  | NAT 8   |         |         |         |         |         |         | 0    | -    |
| 1961 | 125cc | Ducati         | ESP Ret | GER -   | FRA -   | IOM -   | NED -   | BEL -   | RDA -   | ULS -   | NAT -   | SWE -   | ARG -   |         |         | 0    | -    |
| 1961 | 350cc | Norton         |         | GER 7   |         | IOM -   | NED -   |         | RDA 7   | ULS -   | NAT 7   | SWE -   |         |         |         | 0    | -    |
| 1961 | 500cc | Norton         |         | GER -   | FRA -   | IOM Ret | NED DNS | BEL 8   | RDA 5   | ULS 8   | NAT 6   | SWE Ret | ARG -   |         |         | 3    | 16.º |
| 1962 | 350cc | AJS            | IOM Ret | NED -   |         | ULS -   | RDA 11  | NAT -   | FIN -   |         |         |         |         |         |         | 0    | -    |
| 1962 | 500cc | Norton         | IOM Ret | NED 12  | BEL 5   | ULS Ret | RDA Ret | NAT Ret | FIN -   | ARG -   |         |         |         |         |         | 2    | 22.º |
| 1963 | 250cc | Mondial        | ESP -   | GER -   | IOM Ret | NED -   | BEL -   | ULS 5   | RDA 9   | FIN -   | NAT 8   | ARG -   |         |         |         | 2    | 18.º |
| 1963 | 350cc | AJS            |         | GER -   | IOM -   | NED -   |         | ULS -   | RDA -   | FIN -   | NAT Ret |         |         |         |         | 0    | -    |
| 1963 | 500cc | Matchless      |         |         | IOM Ret | NED Ret | BEL 9   | ULS Ret | RDA 5   | FIN -   | NAT 2   | ARG -   |         |         |         | 8    | 8.º  |
| 1964 | 250cc | DMW            | USA -   | ESP -   | FRA -   | IOM Ret | NED -   | BEL -   | GER -   | RDA -   | ULS -   | FIN -   | NAT -   |         |         | 0    | -    |
| 1964 | 350cc | AJS            |         |         |         | IOM Ret | NED Ret |         | GER Ret | RDA -   | ULS -   | FIN -   | NAT 8   | JAP -   |         | 0    | -    |
| 1964 | 500cc | Matchless      | USA Ret |         |         | IOM 13  | NED Ret | BEL 5   | GER Ret | RDA 8   | ULS Ret | FIN 9   | NAT 5   |         |         | 4    | 14.º |
| 1965 | 125cc | Honda          | USA -   | GER -   | ESP 8   | FRA -   | IOM -   | NED -   |         | RDA -   | CZE -   | ULS -   | FIN -   | NAT -   | JPN -   | 0    | -    |
| 1965 | 250cc | Aermacchi      | USA -   | GER -   | ESP -   | FRA -   | IOM 10  | NED -   | BEL -   | RDA -   | CZE -   | ULS -   | FIN -   | NAT Ret | JPN -   | 0    | -    |
| 1965 | 350cc | AJS            |         | GER 8   |         |         | IOM Ret | NED Ret |         | RDA 7   | CZE 7   | ULS -   | FIN 7   | NAT 12  | JPN 8   | 0    | -    |
| 1965 | 500cc | Matchless      | USA -   | GER 4   |         |         | IOM 10  | NED 11  | BEL 12  | RDA 11  | CZE 9   | ULS 4   | FIN 5   | NAT 8   |         | 8    | 7.º  |
| 1966 | 50cc  | Bridgestone    | ESP -   | GER -   |         | NED 8   |         |         |         |         |         | IOM Ret | NAT -   | JPN 6   |         | 1    | 17.º |
| 1966 | 125cc | Bultaco        | ESP Ret | GER -   |         | NED -   |         | RDA -   | CZE -   | FIN -   | ULS -   | IOM Ret | NAT -   | JPN Ret |         | 0    | -    |
| 1966 | 250cc | Bultaco        | ESP 4   | GER 7   | FRA -   | NED -   | BEL 9   | RDA -   | CZE 8   | FIN 4   | ULS -   | IOM 5   | NAT 4   | JPN 4   |         | 14   | 5.º  |
| 1966 | 500cc | Matchless      |         | GER 11  |         | NED 6   | BEL Ret | RDA 2   | CZE 4   | FIN 3   | ULS 4   | IOM 8   | NAT 3   |         |         | 20   | 3.º  |
| 1967 | 250cc | Bultaco        | ESP -   | GER 4   | FRA Ret | IOM -   | NED -   | BEL -   | RDA -   | CZE -   | FIN -   | ULS -   | NAT 8   | CAN -   | JPN -   | 3    | 14.º |
| 1967 | 500cc | Matchless      |         | GER 3   |         | IOM -   | NED -   | BEL 4   | RDA 3   | CZE -   | FIN -   | ULS 3   | NAT 9   | CAN -   |         | 12   | 5.º  |
| 1968 | 250cc | Bultaco        | GER 5   | ESP -   | IOM Ret | NED 10  | BEL Ret | RDA 5   | CZE 7   | FIN Ret | ULS     | NAT 5   |         |         |         | 5    | 11.º |
| 1968 | 350cc | Aermacchi      | GER -   |         | IOM 6   | NED -   |         | RDA -   | CZE -   |         | ULS Ret | NAT -   |         |         |         | 0    | -    |
| 1968 | 500cc | Matchless      | GER Ret | ESP 2   | IOM Ret | NED 2   | BEL 2   | RDA 3   | CZE 2   | FIN 2   | ULS 5   | NAT Ret |         |         |         | 36   | 2.º  |
| 1969 | 250cc | Yamaha         | ESP -   | GER -   | FRA 11  | IOM Ret | NED -   | BEL 7   | RDA -   | CZE -   | FIN -   | ULS -   | NAT -   | YUG -   |         | 4    | 36.º |
| 1969 | 350cc | Yamaha         | ESP 5   | GER 4   |         | IOM 3   | NED 5   |         | RDA Ret | CZE -   | FIN 7   | ULS -   | NAT Ret | YUG -   |         | 34   | 6.º  |
| 1969 | 500cc | LinTo          | ESP Ret | GER 3   | FRA Ret | IOM 3   | NED 5   | BEL Ret | RDA Ret | CZE -   | FIN Ret | ULS Ret | NAT -   | YUG -   |         | 16   | 13.º |
| 1970 | 250cc | Dugdale Yamaha | GER -   | FRA -   | YUG -   | IOM 14  | NED -   | BEL -   | RDA -   | CZE -   | FIN -   | ULS -   | NAT -   | ESP -   |         | 0    | -    |
| 1970 | 350cc | Yamaha         | GER Ret |         | YUG -   | IOM Ret | NED Ret |         | RDA 6   | CZE 7   | FIN -   | ULS -   | NAT -   | ESP Ret |         | 9    | 21.º |
| 1970 | 500cc | Seeley         | GER Ret | FRA Ret | YUG 4   | IOM 4   | NED Ret | BEL Ret | RDA 12  | CZE -   | FIN -   | ULS 4   | NAT Ret | ESP Ret |         | 24   | 7.º  |
| 1971 | 125cc | Maico          | AUT -   | GER -   | IOM -   | NED -   | BEL Ret | RDA -   | CZE -   | SWE -   | FIN -   |         | NAT -   | ESP -   |         | 0    | -    |
| 1971 | 250cc | Dugdale Yamaha | AUT -   | GER -   | IOM 13  | NED -   | BEL -   | RDA -   | CZE -   | SWE -   | FIN -   | ULS -   | NAT -   | ESP -   |         | 0    | -    |
| 1971 | 350cc | Dugdale Yamaha | AUT -   | GER -   | IOM Ret | NED Ret |         | RDA -   | CZE -   | SWE Ret | FIN Ret | ULS Ret | NAT -   | ESP 6   |         | 5    | 35.º |
| 1971 | 500cc | Yamaha         | AUT 4   | GER Ret | IOM -   | NED Ret | BEL 3   | RDA -   |         | SWE 10  | FIN 5   | ULS 1   | NAT 5   | ESP 6   |         | 50   | 5.º  |
| 1972 | 350cc | Yamaha         | GER -   | FRA Ret | AUT -   | NAT -   | IOM 4   | YUG -   | NED 7   |         | RDA -   | CZE -   | SWE 6   | FIN Ret | ESP -   | 17   | 10.º |
| 1972 | 500cc | Yamaha         | GER 7   | FRA Ret | AUT -   | NAT Ret | IOM Ret | YUG -   | NED 6   | BEL Ret | RDA -   | CZE 2   | SWE Ret | FIN Ret | ESP 3   | 31   | 8.º  |
| 1973 | 500cc | Suzuki         | FRA 10  | AUT Ret | GER Ret |         | IOM 1   | YUG Ret | NED 5   | BEL 3   | CZE 5   | SWE Ret | FIN Ret | ESP Ret |         | 38   | 5.º  |
| 1974 | 500cc | Suzuki         | FRA 12  | GER Ret | AUT 4   | NAT 4   | IOM Ret | NED Ret | BEL 5   | SWE Ret | FIN 4   | CZE 7   |         |         |         | 34   | 5.º  |
| 1975 | 350cc | Yamaha         | FRA 19  | ESP -   | AUT -   | GER -   | NAT -   | IOM -   | NED 16  |         | SWE 12  | FIN -   | CZE -   | YUG Ret |         | 0    | -    |
| 1975 | 500cc | Yamaha         | FRA Ret | AUT Ret |         | GER 10  | NAT Ret | IOM -   | NED Ret | BEL 3   | SWE 9   | FIN 3   | CZE Ret |         |         | 23   | 10.º |
| 1976 | 350cc | Yamaha         | FRA DNQ | AUT 17  | NAT -   | YUG -   | IOM 8   | NED Ret |         |         | FIN Ret | CZE Ret | GER Ret | ESP -   |         | 3    | 33.º |
| 1976 | 500cc | Suzuki         | FRA Ret | AUT 8   | NAT Ret |         | IOM Ret | NED 5   | BEL Ret | SWE 2   | FIN 7   | CZE Ret | GER Ret |         |         | 25   | 8.º  |
| 1977 | 350cc | Yamaha         | VEN -   |         | GER 30  | NAT -   | ESP -   | FRA -   | YUG -   | NED DNQ |         | SWE -   | FIN -   | CZE 16  | GBR -   | 0    | -    |
| 1977 | 500cc | Suzuki         | VEN -   | AUT 1   | GER 13  | NAT Ret |         | FRA DNQ |         | NED DNQ | BEL 9   | SWE 14  | FIN Ret | CZE Ret | GBR Ret | 17   | 16.º |
| 1978 | 500cc | Yamaha         | VEN -   | ESP -   | AUT -   | FRA Ret | NAT Ret | NED Ret | BEL 15  | SWE -   | FIN -   | GBR Ret | GER 18  |         |         | 0    | -    |